# Cristoforo Milanti

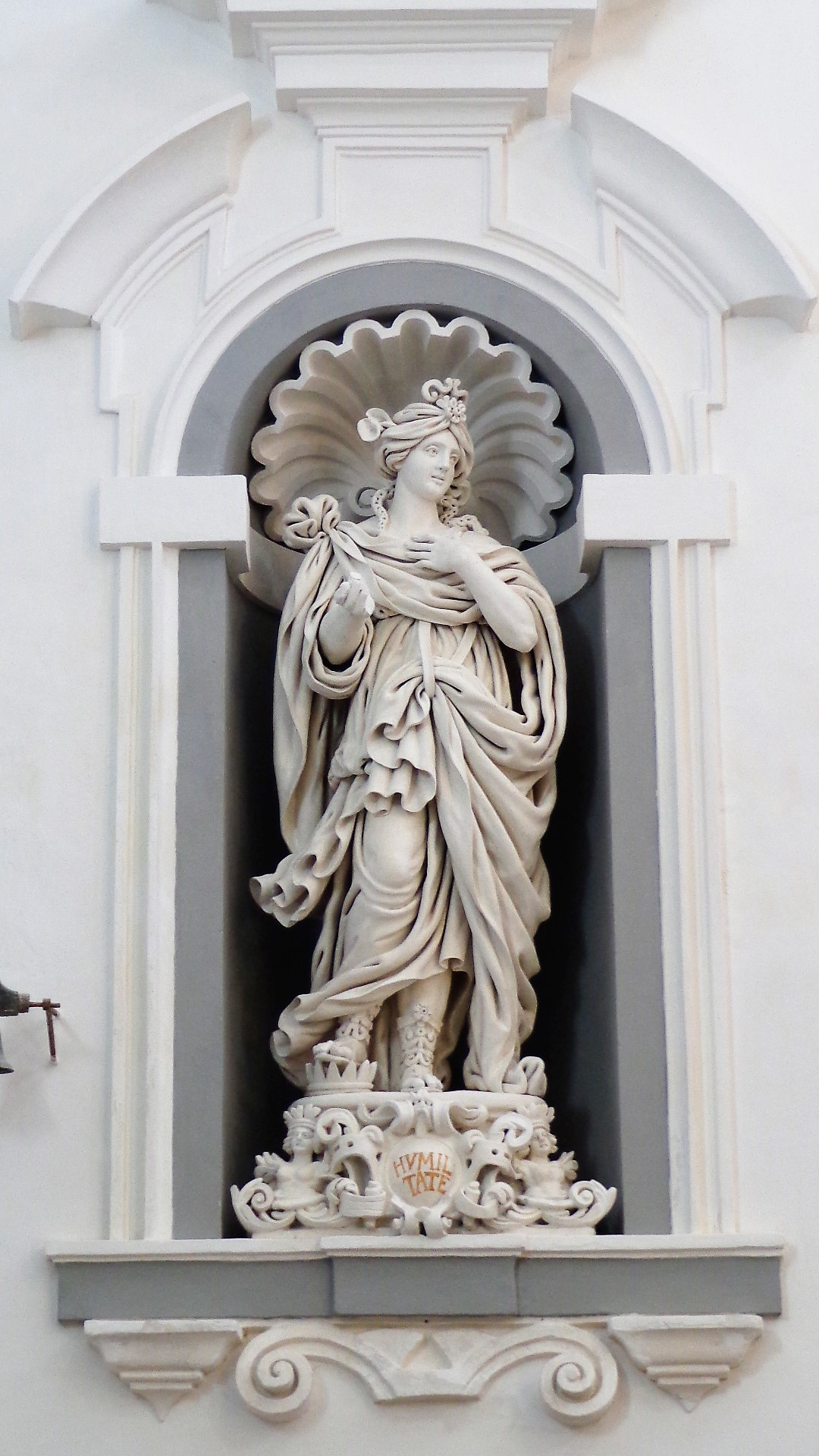
Umiltà, chiesa di San Francesco d'Assisi di Trapani.

Cristoforo Milanti (Trapani, 1660c. – XVIII secolo) è stato uno scultore e stuccatore italiano.

## Biografia
Figlio di Leonardo e nipote di Antonio, ques'ultimo capostipite di una rinomata ed apprezzata famiglia di artisti proveniente da Marsala e trapiantata a Trapani. Trapanese di nascita, con il fratello Giuseppe - appartenenti alla Corporazione dei Professori di scultura di ogni materia - fu un notevole scultore e stuccatore del tardo barocco in Sicilia. Nella città di Palermo conosciuto come "Ottavio Melante".

## Opere
- XVII secolo, Sacra Famiglia e lo Spirito Santo, tondo, manufatto incastonato sopra il portale principale della chiesa di Santa Teresa alla Kalsa di Palermo.
- XVIII secolo, Ciclo,[2][3] figure allegoriche in stucco raffiguranti le virtù francescane: la Fortezza, lungo la parete sinistra lo Zelo, la Carità, la Sapienza, la Dottrina, Nel transetto la Mansuetudine e l'Umiltà, lungo la parete destra l'Elemosina, l'Eloquenza, la Costanza, la Prudenza. Raffigurazioni di pontefici nel presbiterio, San Domenico e San Francesco gruppo collocato nel prospetto fra i portali. Manufatti realizzati con la collaborazione del fratello Giuseppe, opere custodite nella chiesa di San Francesco d'Assisi di Trapani.[3]
- XVIII secolo, Madonna del Soccorso, statua marmorea, opera custodita nella cappella eponima della chiesa di Santa Maria del Soccorso, nota come Badìa Nuova di Trapani.[2][4]
- XVIII secolo, Pietà, figure processionali, attribuzione, collaborazione col fratello Giuseppe Milanti, opere che sfilano alla tradizionale processione dei Misteri di Trapani.
- XVIII secolo, Ciclo, apparato decorativo in marmo realizzato nell'abside della chiesa del Gesù di Palermo.
- XVIII secolo, Crocifisso, scultura lignea, opera custodita nella chiesa di San Giovanni Battista di Trapani.[5]

- Crocifisso dell'Olivella (1704), scultura lignea, Chiesa del Santissimo Crocifisso "U Signuruzzu" della omonima Confraternita.

- Crocifisso (primi decenni del 1700), scultura lignea, Parrocchia San Giovanni Apostolo, Palermo, proveniente dalla distrutta Chiesa del Monastero di S. Rosalia allo stazzone, Palermo.

## Bottega
Albero genealogico:
|  |  |  |  |                  |                  |                  |                  |                  |                  |  |  |                  |                  |                  |                  |                  |                  |  |  |                    |                    |                    |                    |                    |                    |  |  |               |               |               |               |               |               |  |  |                  |                  |                  |                  |                  |                  |  |  |                   |                   |                   |                   |                   |                   |  |  |  |  |  |  |  |  |  |  |  |  |  |  |
|  |  |  |  |                  |                  |                  |                  |                  |                  |  |  |                  |                  |                  |                  |                  |                  |  |  |                    |                    |                    |                    | Antonio Milanti    |                    |  |  |               |               |               |               |               |               |  |  |                  |                  |                  |                  |                  |                  |  |  |                   |                   |                   |                   |                   |                   |  |  |  |  |  |  |  |  |  |  |  |  |  |  |
|  |  |  |  |                  |                  |                  |                  |                  |                  |  |  |                  |                  |                  |                  |                  |                  |  |  |                    |                    |                    |                    |                    |                    |  |  |               |               |               |               |               |               |  |  |                  |                  |                  |                  |                  |                  |  |  |                   |                   |                   |                   |                   |                   |  |  |  |  |  |  |  |  |  |  |  |  |  |  |
|  |  |  |  |                  |                  |                  |                  |                  |                  |  |  |                  |                  |                  |                  |                  |                  |  |  |                    |                    |                    |                    |                    |                    |  |  |               |               |               |               |               |               |  |  |                  |                  |                  |                  |                  |                  |  |  |                   |                   |                   |                   |                   |                   |  |  |  |  |  |  |  |  |  |  |  |  |  |  |
|  |  |  |  |                  |                  |                  |                  |                  |                  |  |  | Leonardo Milanti | Leonardo Milanti | Leonardo Milanti | Leonardo Milanti | Leonardo Milanti | Leonardo Milanti |  |  |                    |                    |                    |                    |                    |                    |  |  |               |               |               |               |               |               |  |  | Vincenzo Milanti | Vincenzo Milanti | Vincenzo Milanti | Vincenzo Milanti | Vincenzo Milanti | Vincenzo Milanti |  |  |                   |                   |                   |                   |                   |                   |  |  |  |  |  |  |  |  |  |  |  |  |  |  |
|  |  |  |  |                  |                  |                  |                  |                  |                  |  |  | Leonardo Milanti | Leonardo Milanti | Leonardo Milanti | Leonardo Milanti | Leonardo Milanti | Leonardo Milanti |  |  |                    |                    |                    |                    |                    |                    |  |  |               |               |               |               |               |               |  |  | Vincenzo Milanti | Vincenzo Milanti | Vincenzo Milanti | Vincenzo Milanti | Vincenzo Milanti | Vincenzo Milanti |  |  |                   |                   |                   |                   |                   |                   |  |  |  |  |  |  |  |  |  |  |  |  |  |  |
|  |  |  |  | Giuseppe Milanti | Giuseppe Milanti | Giuseppe Milanti | Giuseppe Milanti | Giuseppe Milanti | Giuseppe Milanti |  |  |                  |                  |                  |                  |                  |                  |  |  | Cristoforo Milanti | Cristoforo Milanti | Cristoforo Milanti | Cristoforo Milanti | Cristoforo Milanti | Cristoforo Milanti |  |  | Diego Milanti | Diego Milanti | Diego Milanti | Diego Milanti | Diego Milanti | Diego Milanti |  |  |                  |                  |                  |                  |                  |                  |  |  | Francesco Milanti | Francesco Milanti | Francesco Milanti | Francesco Milanti | Francesco Milanti | Francesco Milanti |  |  |  |  |  |  |  |  |  |  |  |  |  |  |
|  |  |  |  | Giuseppe Milanti | Giuseppe Milanti | Giuseppe Milanti | Giuseppe Milanti | Giuseppe Milanti | Giuseppe Milanti |  |  |                  |                  |                  |                  |                  |                  |  |  | Cristoforo Milanti | Cristoforo Milanti | Cristoforo Milanti | Cristoforo Milanti | Cristoforo Milanti | Cristoforo Milanti |  |  | Diego Milanti | Diego Milanti | Diego Milanti | Diego Milanti | Diego Milanti | Diego Milanti |  |  |                  |                  |                  |                  |                  |                  |  |  | Francesco Milanti | Francesco Milanti | Francesco Milanti | Francesco Milanti | Francesco Milanti | Francesco Milanti |  |  |  |  |  |  |  |  |  |  |  |  |  |  |
|  |  |  |  |                  |                  |                  |                  |                  |                  |  |  |                  |                  |                  |                  |                  |                  |  |  |                    |                    |                    |                    |                    |                    |  |  |               |               |               |               |               |               |  |  |                  |                  |                  |                  |                  |                  |  |  |                   |                   |                   |                   |                   |                   |  |  |  |  |  |  |  |  |  |  |  |  |  |  |

### Antonio Milanti
Capostipite della famiglia Milanti e nonno di Cristoforo. Antonio nativo di Marsala si trasferì a Trapani per motivi di lavoro. Sposò con una certa Giacoma da cui ebbe i figli Leonardo e Vincenzo.

### Leonardo Milanti

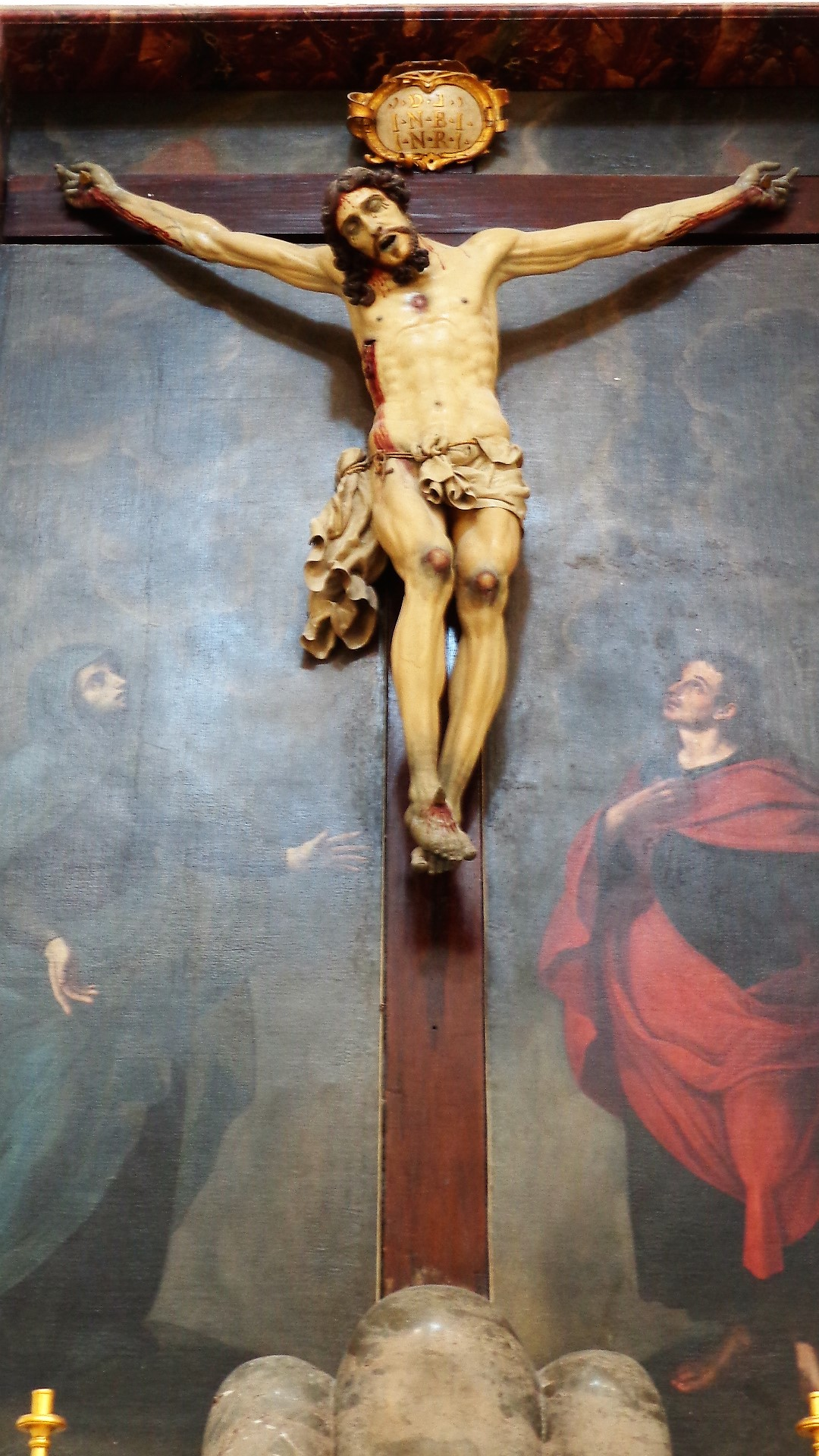
Crocifisso.

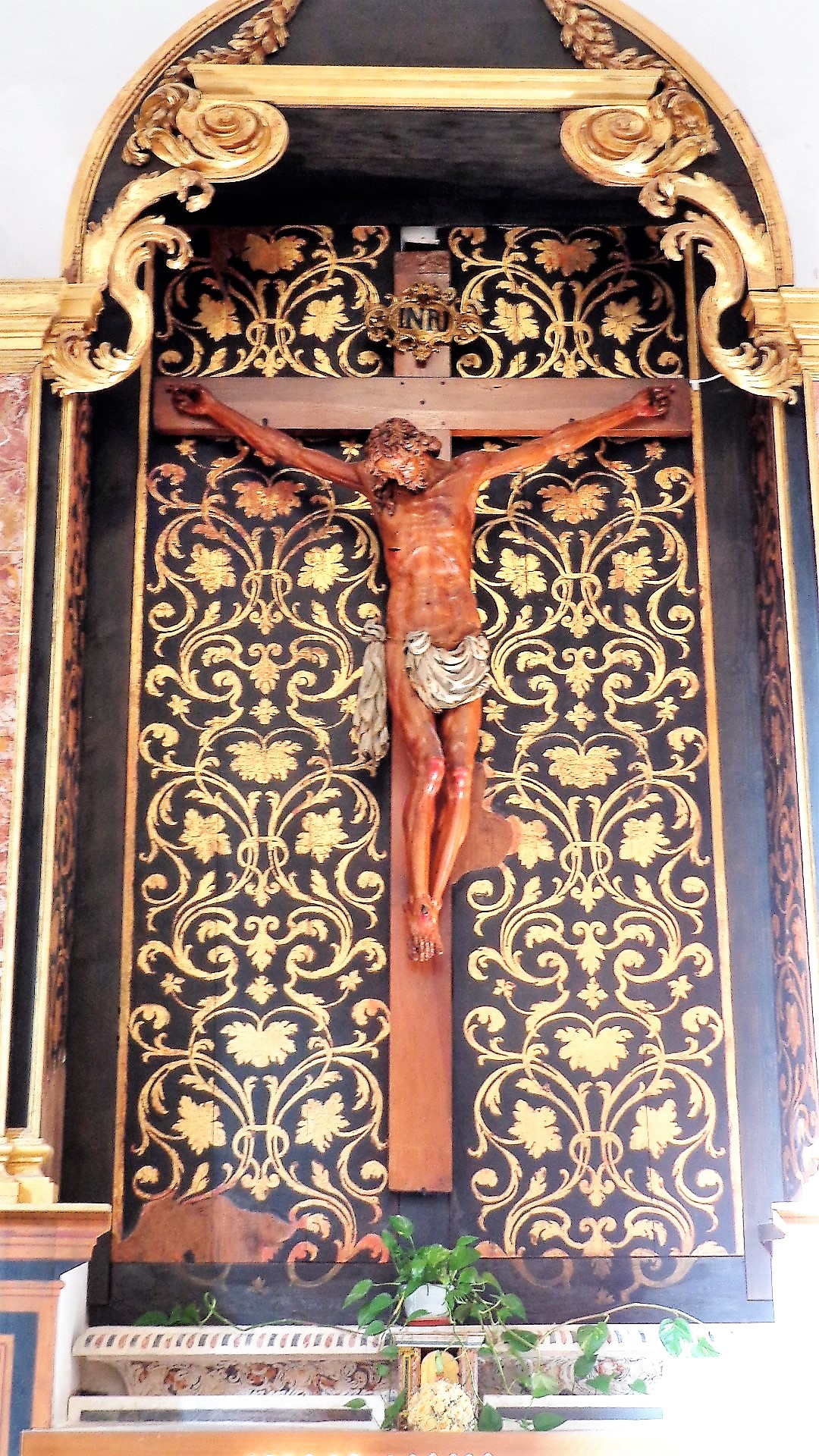
Crocifisso.

Leonardo Milanti si sposò nel 1655 con Rosa figlia dello scultore Cristoforo Castelli. Dall'unione nacquero i due figli Giuseppe e Cristoforo entrambi scultori operanti a Trapani e Palermo. Cristoforo, il minore dei fratelli, era noto a Palermo anche con il nome di Ottavio Melante.
- 1661, Crocifisso, manufatto in legno di cipresso, opera custodita nella chiesa di San Francesco d'Assisi di Trapani.
- XVII secolo, Crocifisso, scultura lignea, attribuzione per stile, opera documentata nell'Oratorio del Trentatré, nei pressi della chiesa del Purgatorio, dopo il sisma del 1968 collocato nella chiesa di Santa Lucia di Partanna.

### Giuseppe Milanti
Fratello di Cristoforo, nato nel 1658 e attivo principalmente a Trapani.
- XVIII secolo, Ciclo,[3] figure allegoriche in stucco raffiguranti le virtù francescane: la Fortezza, lungo la parete sinistra lo Zelo, la Carità, la Sapienza, la Dottrina, Nel transetto la Mansuetudine e l'Umiltà, lungo la parete destra l'Elemosina, l'Eloquenza, la Costanza, la Prudenza. Manufatti realizzati con la collaborazione del fratello Cristoforo, opere custodite nella chiesa di San Francesco d'Assisi di Trapani.
- XVIII secolo, Crocifisso, manufatto ligneo, opera documentata nella chiesa dell'Immacolata Concezione del Collegio del Gesuiti di Trapani.[2][6]
- XVIII secolo, Crocifisso, manufatto ligneo, opera documentata nella chiesa di San Pietro.[2][6]
- XVIII secolo, Madonna del Rosario, manufatto marmoreo, opera inserita nella facciata della chiesa di San Pietro di Trapani.
- XVIII secolo, Madonna Addolorata nella chiesa di Santa Ninfa dei Crociferi di Palermo.
- XVIII secolo, Ecce Homo e Addolorata, figure processionali, attribuzione d'opera realizzate in collaborazione col fratello Cristoforo Milanti, manufatti che sfilano alla tradizionale processione dei Misteri di Trapani.[2][7]

### Vincenzo Milanti
Zio di Cristoforo Milanti. Sposò nel 1643 Antonia di Via da cui nacquero i due figli Diego e Francesco scultori.

### Diego Milanti
Cugino di Cristoforo Milanti.

### Francesco Milanti
Cugino di Cristoforo Milanti.

### Nicolò Milanti
Omonimo.
- XVIII secolo, San Calogero raffigurato con l'arciere e la cerva, scultura lignea, attribuzione, opera custodita nella basilica di Maria Santissima del Soccorso di Sciacca.

## Galleria d'immagini
Virtù morali, chiesa di San Francesco d'Assisi di Trapani